# Arielle, die Meerjungfrau (2023)
Arielle, die Meerjungfrau (Originaltitel: The Little Mermaid) ist ein US-amerikanischer Romantik-Fantasy-Musical-Film von Rob Marshall aus dem Jahr 2023. Das Drehbuch schrieb David Magee. Produzenten waren Rob Marshall, John DeLuca, Lin-Manuel Miranda und Marc Platt. Den Verleih übernahm Walt Disney Pictures. Seine Weltpremiere hatte der Film am 8. Mai 2023 in Hollywood, in den Kinos startete er weltweit am 26. Mai 2023.
Es handelt sich um eine Realverfilmung des Zeichentrickklassikers Arielle, die Meerjungfrau von 1989, die beide auf dem Märchen Die kleine Meerjungfrau von Hans Christian Andersen basieren.
Die Hauptrollen übernahmen Halle Bailey, Jonah Hauer-King, Javier Bardem, Melissa McCarthy, Daveed Diggs, Jacob Tremblay und Awkwafina.

## Handlung
Arielle ist eine Meerjungfrau und die jüngste Tochter von König Triton, dem Herrscher des Wasservolkes von Atlantica. Sie ist von der menschlichen Welt fasziniert, obwohl sie sie noch nie gesehen hat, da Triton allen Meeresmenschen verbietet, dorthin aufzutauchen, nachdem Arielles Mutter von Menschen getötet wurde.
Eines Nachts sieht Arielle ein Feuerwerk über dem Meer und schwimmt an die Oberfläche, um es besser sehen zu können. Es stammt vom Schiff von Eric, dem Prinzen einer nahegelegenen Insel. Als plötzlich ein heftiger Sturm aufkommt, gerät das Schiff in Seenot, fängt Feuer und die Mannschaft eilt zu den Rettungsbooten. Eric bleibt als Letzter zurück, um seinen Hund zu retten, verliert aber bei einem abrupten Absacken des Schiffes den Halt und stürzt auf den Kopf. Dabei verliert er das Bewusstsein, fällt von Bord und sinkt in die Tiefe. Arielle zieht ihn zurück an die Oberfläche und bringt ihn an Land. Sie singt mit ihrer Sirenenstimme und versucht, ihn wiederzubeleben. Bevor Eric vollständig zu sich kommt, flieht sie jedoch vor der herannahenden Mannschaft.
Als Triton Arielles geistesabwesendes Verhalten bemerkt, befragt er seinen Ratgeber Sebastian, die Krabbe, die ihm versehentlich verrät, dass sie einen Menschen vor dem Ertrinken gerettet hat. Außer sich schwimmt Triton zu Arielles Grotte, um sie zur Rede zu stellen. Als sie sich weigert zu schwören, niemals an die Oberfläche zurückzukehren, zerstört er ihre Sammlung menschlicher Gegenstände und verlangt ihren Gehorsam. In ihrer Trauer wird Arielle von zwei Muränen aufgesucht. Über diese nimmt Ursula, Tritons Schwester und Arielles Tante, die 15 Jahre zuvor aus Atlantica verbannt wurde, mit ihr Kontakt auf. Sie sucht eine Schwachstelle, um Triton seine Macht streitig zu machen, beobachtet Arielle bereits länger und bietet ihr ihre Hilfe an.
Die Muränen führen Arielle in Ursulas Versteck, wo diese ihr einen Handel anbietet: Sie wird für drei Tage ein Mensch, muss jedoch in dieser Zeit einen „Kuss der wahren Liebe“ von Eric erhalten, um dauerhaft ein Mensch zu bleiben. Wenn Arielle scheitert, verwandelt sie sich wieder in eine Meerjungfrau zurück und Ursula erlangt absolute Macht über sie. Als Mensch muss Arielle ihren fischartigen Meerjungfrauenschwanz, die Fähigkeit, unter Wasser zu atmen und ihre Sirenenstimme aufgeben. Letztere versteckt Ursula in einer Nautilusmuschel. Arielle akzeptiert. Nachdem sie menschliche Beine erhält und zu ertrinken droht, wird sie von dem Fisch Fabius, ihrem besten Freund, und Sebastian an die Oberfläche gebracht. Sie wird aus dem offenen Meer gefischt und zu Erics Schloss gebracht, der seit Tagen nach der Frau suchen lässt, die ihn gerettet hat und an deren Stimme er sich erinnert. Eric eilt Arielle entgegen. Da sie aber stumm ist und er sie nicht wiedererkennt, wendet er sich jedoch sofort enttäuscht von ihr ab. Während sie das Schloss erkundet, findet Arielle Erics Sammlung von Gegenständen, die er auf seinen Reisen angesammelt hat. Eric erwischt sie dabei und sie verbringen Zeit miteinander, in der er ihre Neugier zu den vielen Gegenständen stillt.
Am nächsten Tag nimmt Eric Arielle mit auf eine Besichtigungstour durch das Königreich. Sebastian, der Arielle gefolgt ist, erkennt, dass Ursula Arielle betrogen hat. Sie vergisst immer wieder aufs Neue, dass sie und Eric sich küssen müssen, damit ihre Verwandlung permanent bleibt. Zusammen mit Scuttle, einem Basstölpel, und Fabius versucht Sebastian, die beiden zum Küssen zu bewegen. Sie sind fast erfolgreich, aber Ursulas Muränen vereiteln den Kuss im letzten Moment. Wütend darüber, wie knapp ihr Plan vor dem Scheitern stand, verwandelt sich Ursula in einen Menschen und nutzt Arielles Stimme, um Eric damit zu hypnotisieren und von Arielle abzulenken. Zurück in Atlantica macht sich Triton auf die Suche nach Arielle und beginnt, seine Strenge ihr gegenüber zu bereuen.
Am nächsten Morgen erfahren Arielle und ihre Freunde, dass Eric im Begriff ist, seine Verlobung mit der Unbekannten – Ursula, die Arielles Stimme nutzt – seiner angeblichen Retterin, bekanntzugeben. Arielle eilt zur Verlobungsfeier und attackiert Ursula, zerbricht die Muschel mit ihrer Stimme, wodurch sie sie zurück erlangt, und offenbart damit, dass eigentlich sie die gesuchte Frau ist. Der Zauber, der auf Eric lastet, ist gebrochen, und er erkennt sie wieder. Doch bevor sie sich küssen können, geht die Sonne unter und Arielle verwandelt sich vor Aller Augen wieder in eine Meerjungfrau. Auch Ursula offenbart ihre wahre Gestalt und verschleppt Arielle zurück ins Meer.
Um Arielle aus den Fängen seiner Schwester zu befreien, stellt Triton Ursula zur Rede. Der Handel, den sie mit Arielle geschlossen hat, ist jedoch bindend und kann nicht gebrochen werden. Zu Ursulas Freude bietet Triton sich und seine Macht an, um Arielle zu retten. Ursula nimmt an und ihre Muränen verwandeln Triton in Staub. Als Eric ankommt und sie mit einer Harpune verletzt, schießt die triumphierende Ursula mit Tritons Dreizack um sich. In einem Handgemenge mit Arielle tötet Ursula dabei aus Versehen ihre Muränen. Wütend darüber nutzt sie den Dreizack, um sich um ein Vielfaches zu vergrößern, und beschwört einen Sturm herauf, um Arielle und Eric zu töten. Während Eric Ursula ablenkt, steigt Arielle auf ein aus dem entstandenen Sog auftauchendes Schiffswrack und spießt Ursula mit dem zersplitterten Bugspriet auf. Ursula stirbt, der Dreizack sinkt auf den Meeresgrund und seine Magie erweckt Triton wieder zum Leben.
Arielle und Eric haben beide überlebt. Sie kehrt nach Hause zurück, wo sie ohne Eric jedoch sehr unglücklich ist. Auf Sebastians Rat hin verwandelt Triton Arielle dauerhaft in einen Menschen und sie trifft sich wieder mit Eric. Das Paar beschließt, gemeinsam zu reisen – mit dem Segen ihrer Familien und der Unterstützung der Menschen aus beiden Welten.

## Produktion

### Entwicklung
Im Mai 2016 wurde bekannt, dass Disney nach dem Erfolg von Maleficent, Cinderella und The Jungle Book ein Realfilm-Remake von Arielle plant. Am 16. August desselben Jahres wurde auch bestätigt, dass Marc Platt und Lin-Manuel Miranda als Produzenten verpflichtet wurden. Am 6. Dezember 2017 wurde bekannt, dass Rob Marshall Disneys erste Wahl als Regisseur für The Little Mermaid wäre und Jane Goldman das Drehbuch verfasst.
Am 5. Dezember 2018 verkündete Marshall, dass er zusammen mit John DeLuca und Marc Platt engagiert wurde, um mit der Entwicklung des Projekts zu beginnen. Wenig später wurde Marshall offiziell als Regisseur bestätigt. Am 3. Juli 2019 wurde bekanntgegeben, dass David Magee, der zuvor das Drehbuch zu Marshalls Film Mary Poppins’ Rückkehr geschrieben hatte, das Script mit Goldman verfasst hat. Am 10. Februar 2020 verkündete Miranda, dass die Proben für den Film bereits begonnen hätten.
Die Handlung folgt dem Zeichentrickfilm von 1989, manche Szenen wurden beinahe 1:1 bildgetreu rekonstruiert. Allerdings gibt es auch Unterschiede, z. B. in manchen Nebenfiguren (Louis und Carlotta fehlen, dafür gibt es als neue Figuren Königin Selina, Lashana und Rosa) oder im Setting (hier: Karibik). Das Finale des Films weicht etwas vom Zeichentrickfilm ab. Während es im Zeichentrickfilm Prinz Eric ist, der Arielle vor der riesigen Ursula rettet, in dem er die Bugspitze des Schiffswracks in Ursulas Herz stößt, ist in der Neuverfilmung Arielle diejenige, die Prinz Eric auf genau dieselbe Weise errettet. Während so im Zeichentrickfilm Eric sich bei Arielle revanchieren kann, da diese ihn einst errettet hat, ist in der Neuverfilmung Arielle die zweimalige Lebensretterin des Prinzen. Sie versöhnt sich auch zuerst mit ihrem Vater und überzeugt ihn durch die geschilderten Erlebnisse mit Eric, dass die Menschen nicht alle schlecht sind. Erst dann erfolgt das eigentliche Ende des Zeichentrickfilms, dass Arielle in einen Mensch verwandelt wird und glücklich mit Eric vereint wird.

### Besetzung
Im Dezember 2020 gab Disney sieben der wichtigsten Schauspieler bekannt und stellte zudem das Filmlogo vor.
Die Besetzung der Hauptrolle Arielle mit einer dunkelhäutigen Schauspielerin löste in den sozialen Netzwerken eine Kontroverse aus, da in Andersens Märchen die Meerjungfrau als hellhäutig beschrieben wird. Die Debatte war in Teilen mit rassistischen Stereotypen durchsetzt.
In einer Szene des Films besuchen Arielle und Prinz Eric einen Markt. Dabei begegnet Arielle einer Händlerin, die ihr etwas zu essen anbietet und eine Gabel, die Arielle unwissend als Kamm verwendet. Diese Händlerin wird von Jodi Benson verkörpert, jener Schauspielerin, die im Zeichentrickfilm von 1989 die englischsprachige Originalstimme von Arielle war.

### Dreharbeiten
Ursprünglich sollten die Dreharbeiten Anfang April 2020 in London beginnen, was sich jedoch aufgrund der Corona-Pandemie verzögerte. Stattdessen sollten die Aufnahmen am 10. August 2020 beginnen, was sich jedoch aufgrund von Terminschwierigkeiten im Zusammenhang mit McCarthys Hulu-Miniserie Nine Perfect Strangers erneut verzögerte.
Offiziell begann die Produktion in den Pinewood Studios in Iver, England am 30. Januar 2021. McCarthys Szenen wurden jedoch erst ab April 2021 aufgenommen. Am 6. April wurde angekündigt, dass zusätzliche Dreharbeiten im Sommer für ca. drei Monate in Sardinien stattfinden sollen. Im Juni 2021 wurde die Produktion vorübergehend gestoppt, da einige Mitglieder des Filmstabs sich mit Corona infiziert hatten. Die Dreharbeiten wurden eine Woche später fortgesetzt und endeten am 11. Juli 2021.

### Musik
Die Musik stammt von Alan Menken, der bereits die Musik für den Zeichentrickfilm komponiert hatte.

### Synchronisation
Die deutsche Synchronisation entstand nach einem Dialogbuch und der Dialogregie von Manuel Straube im Auftrag der FFS Film- & Fernseh-Synchron GmbH, Berlin. Die Bearbeitung der Liedtexte erfolgte durch Christopher Tobias Noodt auf Grundlage der deutschen Texte der Synchronisation des Films von Frank Lenart aus 1998. Die musikalischen Aufnahmen und Bearbeitungen fanden in Berlin unter der Leitung von Christopher Tobias Noodt statt.
| Rolle             | Darsteller              | Synchronsprecher                                      |
| Arielle           | Halle Bailey            | Rieke Werner (Sprache) Sophia Riedl (Gesang)          |
| Eric              | Jonah Hauer-King        | Konrad Bösherz (Sprache) Patrick Stamme (Gesang)      |
| Ursula            | Melissa McCarthy        | Anke Reitzenstein (Sprache) Aline Staskowiak (Gesang) |
| König Triton      | Javier Bardem           | Carlos Lobo                                           |
| Sir Grimsby       | Art Malik               | Stefan Gossler                                        |
| Königin Selina    | Noma Dumezweni          | Dela Dabulamanzi                                      |
| Sebastian         | Daveed Diggs (Stimme)   | Tobias Schmidt                                        |
| Flounder / Fabius | Jacob Tremblay (Stimme) | Joshua Nath                                           |
| Scuttle           | Awkwafina (Stimme)      | Maria Hönig                                           |

## Rezeption
„Mit der besseren Ausgestaltung der großartig verkörperten beiden Hauptfiguren und einem farbenfrohen Schauplatz, der auch wirklich die Welt der Menschen zeigt, übertrifft „Arielle, die Meerjungfrau“ in seinen besten Momenten sogar das legendäre Original.“

„Am Ende ist die neue "Arielle"-Verfilmung aus filmtechnischen Gesichtspunkten ein Desaster. Hier stimmt fast nix: Die Optik ist hässlich und nahezu unangenehm, die damals nur 83-minütige Geschichte wird auf über zwei Stunden Laufzeit aufgebläht, die Gags sitzen nicht, die Musicalnummern laufen ohne kreative Bilder vor einem ab, die zentrale Romanze wird zu keinem Zeitpunkt spürbar, die Darsteller stehen, liegen und schwimmen oft in animierter Suppe herum und das große Actionfinale ist an Plattheit nicht zu überbieten.“